# Karl Hess: Toward Liberty
Karl Hess: Toward Liberty ist ein US-amerikanischer Dokumentarfilm von Roland Hallé und Peter W. Ladue aus dem Jahr 1980, der für einen Oscar nominiert war.

## Inhalt
Der Film beschreibt das Leben des US-amerikanischen Autors, Philosophen und politischen Aktivisten Karl Hess (1923–1994). Nach seiner Arbeit als Herausgeber des Magazins Newsweek wurde Hess Redenschreiber für republikanische Politiker, unter ihnen der Senator Barry Goldwater. Auch wurde er Mitglied der Studentenorganisation Students for a Democratic Society.
In den späten 1960er Jahren zog es Hess nach West Virginia. Er verlegte sein Tätigkeitsfeld in eine Bewegung, die alternative Technologien und erneuerbare Energien unterstützt. Seine Ansichten diskutierte er mit seinen Gegnern, den etablierten Institutionen wie Regierung, Universitäten und Firmen.

## Veröffentlichung
Die Premiere des Films fand im Oktober 1980 beim Chicago International Film Festival statt.

## Auszeichnungen
1981 wurde der Film in der Kategorie Bester Dokumentar-Kurzfilm mit dem Oscar ausgezeichnet.
Bei den Student Film Awards gewann er zudem den Achievement Award.